# 新疆三肋果
新疆三肋果（学名：Tripleurospermum inodorum）为菊科三肋果属下的一个种。